# 1967-es Vuelta ciclista a España
Az 1967-es Vuelta ciclista a España volt a 22. spanyol körverseny. 1967. április 27-e és május 14-e között rendezték. A verseny össztávja 2941 km volt, és 18 szakaszból állt. Végső győztes a holland Jan Janssen lett.

## Végeredmény
|    | Versenyző               | Csapat                | Idő           |
| -- | ----------------------- | --------------------- | ------------- |
| 1  | Jan Janssen             | Pelforth              | 76 óra 38' 04 |
| 2  | Jean-Pierre Ducasse     | Pelforth              | 1' 43         |
| 3  | Aurelio Gonzalez Puente | Kas-Kaskol            | 1' 45         |
| 4  | Luis Otana Arcelus      | Fagor                 | 2' 39         |
| 5  | Cees Haast              | Televizier            | 3' 20         |
| 6  | José Manuel Lopez       | Fagor                 | 3' 41         |
| 7  | Gregorio San Miguel     | Kas-Kaskol            | 4' 19         |
| 8  | Raymond Poulidor        | Mercier-BP-Hutchinson | 4' 20         |
| 9  | Mariano Diaz            | Fagor                 | 5' 54         |
| 10 | José Perez Frances      | Kas-Kaskol            | 6' 04         |